# Seznam naučných stezek v okrese Karviná
Seznam naučných stezek v okrese Karviná zahrnuje naučné stezky, které jsou celé či alespoň svou částí na ploše okresu Karviná v Moravskoslezském kraji.
| Název stezky                                           | Místo                                                                              | Založeno   | Délka (km) | Počet zastavení | Fotka | Poznámka |
| ------------------------------------------------------ | ---------------------------------------------------------------------------------- | ---------- | ---------- | --------------- | ----- | -------- |
| Doubravská naučná stezka (1. okruh, červené značení)   | Doubrava                                                                           | 2016       | 2          | 6               |       |          |
| Doubravská naučná stezka (2. okruh, modré značení)     | Doubrava                                                                           | 2016       | 4          | 5               |       |          |
| Naučná stezka Heřmanický rybník                        | Slezská Ostrava a Vrbice (okres Karviná)                                           | 2012       | 3          | 5               |       |          |
| Naučná stezka Hraniční meandry Odry                    | Starý Bohumín, Šunychl                                                             | 2011       | 9          | 17              |       |          |
| Naučná stezka Orlová                                   |                                                                                    |            |            |                 |       |          |
| Naučná stezka parkem Petra Bezruče                     | Nový Bohumín                                                                       | 2012 (asi) |            | 30              |       |          |
| Naučná stezka po stavbách z červených cihel v Bohumíně | Bohumín                                                                            | 2018       | 19         | 12              |       |          |
| Naučná stezka Těrlické mokřady                         | Horní Těrlicko                                                                     | 2000       | 2,5        | 10              |       |          |
| Naučná stezka v lesoparku Orlová                       |                                                                                    |            |            |                 |       |          |
| Naučná stezka Zapomenutá Orlová                        |                                                                                    |            |            |                 |       |          |
| Naučná železniční stezka                               |                                                                                    |            |            |                 |       |          |
| Naučná stezka Životická tragédie                       |                                                                                    |            |            |                 |       |          |
| Stezka Horní Odry                                      | Okres Opava, okres Karviná a Polsko (okres Ratiboř, okres Wodzisław, okres Rybnik) | 2020       | 16,8       |                 |       |          |